# نوربرت ريليو
كان نوربرت ريلو (منذ 17 مارس من عام 1806 وحتى 8 أكتوبر من عام 1894) مخترعًا أمريكيًا فرنسيًا. اعتبره الكثيرون أحد أقدم المهندسين الكيميائيين، وقد اشتهر بسبب اختراعه الرائد «المبخر متعدد التأثيرات». اعتُبر هذا الاختراع تطورًا مهمًا في نمو صناعة السكر. كان ريلو الناطق بالفرنسية وأحد أفراد شعب الكريول، قريب الرسام إدغار ديغا.

## تكرير السكر

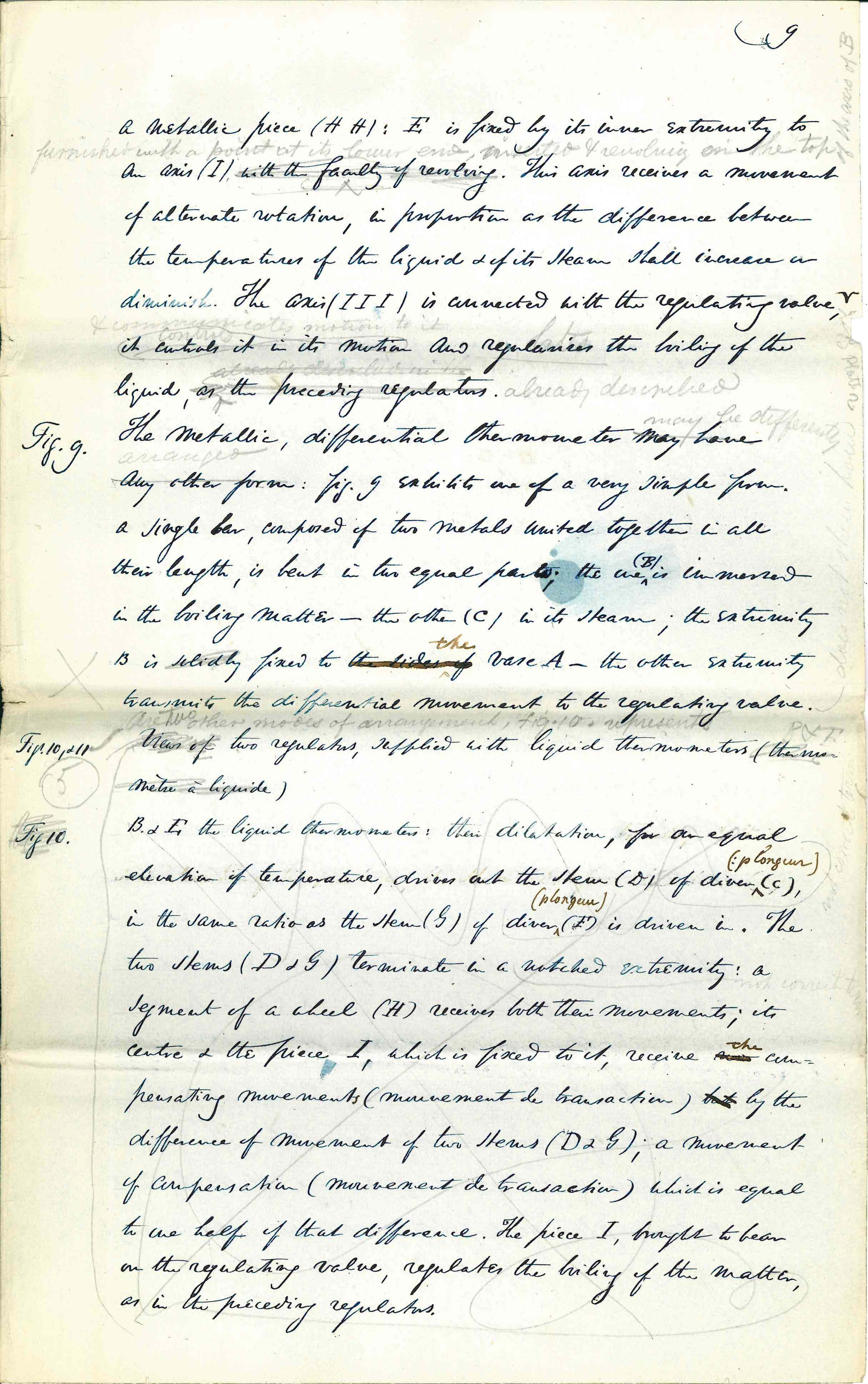
تحسين في تصنيع السكر، المخترع نوربرت ريليو

كانت عملية تكرير السكر بطيئةً ومكلفةً وغير فعالة في القرن التاسع عشر. سُميت الطريقة الأكثر شيوعًا لتحويل قصب السكر إلى سكر بـ «قطار السكر»؛ وعُرفت أيضًا باسم «القطار الإسباني» أو «قطار جامايكا». تضمنت العملية ضغط قصب السكر للحصول على عصيره، ومن ثم صبه في غلاية كبيرة، وتركه لكي يسخن ويتبخر معظم مائه. سكب العمال -الذين كان معظمهم من العبيد- السائل السميك الناتج في أوعية أصغر وأصغر حيث استمر السائل في التكاثف. لطالما فُقد القليل من السكر في كل مرة سُكب فيها السائل، وحُرقت أيضًا كمية كبيرة من السكر بسبب صعوبة مراقبة مستويات الحرارة المناسبة للأواني والحفاظ عليها. كانت العملية خطيرةً أيضًا على العمال الذين اضطروا إلى نقل السائل الساخن بشكل روتيني.
بدأ نوربرت ريليو في البحث عن طرق لتحسين عملية تكرير السكر خلال فترة وجوده في فرنسا. في حين بدأ إدموند شقيق نوربرت البنّاء وقريبهما المهندس المعماري نوربرت سولي العمل في لويزيانا مع إدموند فورستال في بناء مصنع تكرير السكر الجديد في لويزيانا. عرض فورستال على ريليو في عام 1833 منصب رئيس المهندسين في مصنع تكرير السكر الذي لم يكتمل بناؤه بعد، وذلك بعد أن سمع عن أبحاثه في مجال تكرير السكر. قبل ريليو العرض، وعاد إلى لويزيانا لتولي منصبه الجديد. ومع ذلك، لم يكتمل بناء مصنع تكرير السكر على الإطلاق بسبب الخلافات بين المديرين، وبشكل رئيسي بين إدموند ريلو ووالده فنسنت ريلو وإدموند فورستال. خلقت هذه الخلافات استياء طويل الأمد بين عائلة ريلو وإدموند فورستال.
ظل نوربرت ريلو مركزًا على تحسين عملية تكرير السكر على الرغم من فشل التعاون السابق، إذ طور جهازه بين عامي 1834 و1843 وحصل على براءة اختراع له. تعامل نظام التبخر متعدد التأثيرات الذي اخترعه ريليو مع كل من فقدان السكر الناتج عن النقل والتطبيق غير المتساوي للحرارة، بالإضافة إلى زيادة أمان هذه العملية بالنسبة للعمال. يستخدم النظام غرفة مفرغة أو حاوية ذات هواء قليل لتخفيض نقطة غليان السوائل. يرص محتوى عصير قصب السكر داخل هذه المقطرات. يُطلق البخار في أثناء تسخين المقطرات السفلية بهدف إيصال الحرارة إلى المقطرات العلوية. يجري التحكم بالحرارة بسهولة أكبر من طريقة قطار جامايكا بسبب الحاجة إلى مصدر وحيد للحرارة، بدرجة حرارة أقل، للعديد من مقطرات عصير قصب السكر. تمنع هذه العملية حرق السكر وتغير لونه، بالإضافة إلى عدم وجود فقدان في قصب السكر بسبب عدم حاجة العمال إلى نقل السائل، بالإضافة إلى أنهم غير معرضين لخطر الإصابة بالحروق.
أحدث اختراع نوربرت ريليو ثورةً في تصنيع السكر. تمثل إنجازه العلمي المذهل في إدراكه لإمكانية إنتاج السكر بجودة أفضل وبتكلفة أقل عند استخدام الحرارة الكامنة بشكل متكرر مع تخفيض الضغط. يُعتبر اختراع ريليو أحد أفضل الابتكارات الأولية في الهندسة الكيميائية، وهو اختراع معروف على نطاق واسع بأنه أفضل طريقة لخفض درجة حرارة جميع أنواع التبخير الصناعية ولتوفير كميات كبيرة من الوقود.
ثبت نوربرت ريليو نظامه هذا بنجاح في مزرعة ثيودور باكوودز ميرتل غروف، وذلك بعد عدة سنوات من تسجيل براءة اختراع النظام. ثُبت نظام ريليو الجديد بعد ذلك بفترة وجيزة في مزرعة بيلتشاسي التي امتلكها جودا بنجامين، شريك عمل باكوود. أصبح بنجامين وريليو أصدقاء مقربين جدًا، وربما يعود ذلك إلى وضعهما الاجتماعي المتماثل؛ اعتُبر كلاهما من الغرباء في مجتمع لويزيانا الواعي طبقيًا.
تمكن نوربرت ريلو –بعد نجاحاته السابقة- من إقناع 13 مصنع سكر في لويزيانا باستخدام اختراعه. عرضت شركة ميريك آند تاون في فيلادلفيا على صانعي السكر الخيار لاستعمال أحد أنظمة التبخر متعددة التأثيرات الثلاث بحلول عام 1849. استطاع صانعو السكر اختيار آلات قادرة على صنع 6000 أو 12000 أو 18000 رطل من السكر يوميًا. كانت المبخرات فعالةً للغاية، إذ استطاع صانعو السكر تغطية تكاليف الآلة الجديدة من الأرباح الهائلة الناتجة عن السكر المنتج باستخدام نظام نوربرت ريليو.